# Армстронг, Кёрли
Пол Карлайл «Кёрли» Армстронг (англ. Paul Carlyle "Curly" Armstrong; 1 ноября 1918 года, Форт-Уэйн, Индиана, США — 6 июня 1983, Форт-Уэйн, Индиана, США) — американский профессиональный баскетболист и тренер, завершивший карьеру. Чемпион Национальной ассоциации студенческого спорта (NCAA) сезона 1939/1940 годов.

## Ранние годы
Кёрли Армстронг родился 1 ноября 1918 года в городе Форт-Уэйн (штат Индиана), там же учился в центральной средней школе, в которой играл за местную баскетбольную команду.

## Студенческая карьера
В 1940 году закончил Индианский университет в Блумингтоне, где в течение двух лет играл за баскетбольную команду «Индиана Хузерс», в которой провёл успешную карьеру. При Армстронге «Хузерс» ни разу не выигрывали ни регулярный чемпионат, ни турнир конференции Big Ten, но один раз выходили в плей-офф студенческого чемпионата США (1940). В 1940 году «Хузерс» стали чемпионами Национальной ассоциации студенческого спорта (NCAA). 20 марта «Хузерс» вышли в финал четырёх турнира NCAA (англ. Final Four), где сначала в полуфинальном матче, 21 марта, обыграли команду Эда Милковича «Дюкейн Дьюкс» со счётом 39—30, в котором Армстронг стал третьим по результативности игроком своей команды, набрав 7 очков, а затем в финальной игре, 30 марта, обыграли команду Ховарда Энглмана «Канзас Джейхокс» со счётом 60—42, в которой Кёрли также стал третьим по результативности игроком своей команды, набрав 10 очков. В 1980 году Кёрли Армстронг был включён в баскетбольный Зал Славы Индианы.

## Профессиональная карьера
Играл на позиции атакующего защитника и лёгкого форварда. В 1941 году Кёрли Армстронг заключил соглашение с командой «Форт-Уэйн Золлнер Пистонс», в которой провёл всю свою профессиональную карьеру. В составе «Пистонс» он успел поиграть сразу в трёх лигах (Национальной баскетбольной лиге (НБЛ), Баскетбольной ассоциации Америки (БАА) и Национальной баскетбольной ассоциации (НБА)), являясь самым неудачным игроком в её истории, так как, выступая в одной из самых сильных команд НБЛ, он ни разу не становился чемпионом лиги, ибо во время Второй мировой войны пропустил оба чемпионских сезона команды (1944—1945). Всего в НБЛ провёл 5 сезонов, в БАА — 1 сезон, а в НБА — 2 сезона. В 1943 году Армстронг включался в 1-ю сборную всех звёзд НБЛ. Всего за карьеру в НБЛ Кёрли сыграл 150 игр, в которых набрал 1211 очков (в среднем 8,1 за игру). Всего за карьеру в БАА/НБА Армстронг сыграл 153 игры, в которых набрал 1040 очков (в среднем 6,8 за игру), сделал 89 подборов и 358 передач. Помимо этого Армстронг в составе «Золлнер Пистонс» пять раз участвовал во Всемирном профессиональном баскетбольном турнире, став его победителем в 1946 году и его бронзовым призёром в 1943 и 1947 годах, а в 1943 году был признан самым ценным игроком турнира.

## Тренерская карьера
В сезоне 1948/1949 годов его родная команда перешла из Национальной баскетбольной лиги в Баскетбольную ассоциацию Америки, в начале которого тренером клуба был его многолетний рулевой Карл Беннетт, однако после шести проведённых матчей, проиграв все 6 игр, он был переведён на должность генерального директора. На освободившуюся вакансию в качестве играющего тренера «Пистонс» был назначен Кёрли Армстронг, однако по итогам сезона его подопечные заняли всего лишь 5-е место в Западном дивизионе, победив всего в 22-х матчах из 54-х, и не вышла в плей-офф, после чего он был уволен со своего поста из-за неудовлетворительных результатов команды. В следующем сезоне «Пистонс» уже выступали в Национальной баскетбольной ассоциации, а на освободившуюся должность был назначен бывший тренер «Андерсон Даффи Пэкерс» Мюррей Менденхолл, на которой он проработал два полных сезона

## Смерть
Кёрли Армстронг умер 6 июня 1983 года на 65-м году жизни в городе Форт-Уэйн (штат Индиана).

## Статистика

### Статистика в НБА
| Сезон                                                                                    | Команда   | Регулярный сезон | Регулярный сезон | Регулярный сезон | Регулярный сезон | Регулярный сезон | Регулярный сезон | Регулярный сезон | Регулярный сезон | Регулярный сезон | Регулярный сезон | Регулярный сезон | Серия плей-офф | Серия плей-офф | Серия плей-офф | Серия плей-офф | Серия плей-офф | Серия плей-офф | Серия плей-офф | Серия плей-офф | Серия плей-офф | Серия плей-офф | Серия плей-офф |
| Сезон                                                                                    | Команда   | GP               | GS               | MPG              | FG%              | 3P%              | FT%              | RPG              | APG              | SPG              | BPG              | PPG              | GP             | GS             | MPG            | FG%            | 3P%            | FT%            | RPG            | APG            | SPG            | BPG            | PPG            |
| ---------------------------------------------------------------------------------------- | --------- | ---------------- | ---------------- | ---------------- | ---------------- | ---------------- | ---------------- | ---------------- | ---------------- | ---------------- | ---------------- | ---------------- | -------------- | -------------- | -------------- | -------------- | -------------- | -------------- | -------------- | -------------- | -------------- | -------------- | -------------- |
| 1948/49                                                                                  | Форт-Уэйн | 52               |                  |                  | 30,6             |                  | 69,8             |                  | 2,0              |                  |                  | 7,3              | Не участвовал  | Не участвовал  | Не участвовал  | Не участвовал  | Не участвовал  | Не участвовал  | Не участвовал  | Не участвовал  | Не участвовал  | Не участвовал  | Не участвовал  |
| 1949/50                                                                                  | Форт-Уэйн | 63               |                  |                  | 27,9             |                  | 70,5             |                  | 2,8              |                  |                  | 7,3              | 3              |                |                | 18,2           |                | 25,0           |                | 2,0            |                |                | 3,0            |
| 1950/51                                                                                  | Форт-Уэйн | 38               |                  |                  | 31,0             |                  | 64,4             | 2,3              | 2,0              |                  |                  | 5,3              | 3              |                |                | 36,8           |                | 100,0          | 2,3            | 1,7            |                |                | 5,0            |
|                                                                                          | Всего     | 153              |                  |                  | 29,5             |                  | 69,2             | 2,3              | 2,3              |                  |                  | 6,8              | 6              |                |                | 26,8           |                | 40,0           | 2,3            | 1,8            |                |                | 4,0            |
| Наведите курсор мыши на аббревиатуры в заголовке таблицы, чтобы прочесть их расшифровку. |           |                  |                  |                  |                  |                  |                  |                  |                  |                  |                  |                  |                |                |                |                |                |                |                |                |                |                |                |